# Plagiostoma alneum
Plagiostoma alneum är en svampart som först beskrevs av Elias Fries, och fick sitt nu gällande namn av Arx 1951. Plagiostoma alneum ingår i släktet Plagiostoma och familjen Gnomoniaceae.   Inga underarter finns listade i Catalogue of Life.
I den svenska databasen Dyntaxa används istället namnet Gnomonia alnea för samma taxon.  Arten är reproducerande i Sverige.